# John Deacon
John Deacon je basist sastava Queen, autor pjesama "Another One Bites The Dust" i "You're My Best Friend" kao i "I Want To Break Free". Sastavu Queen pridružio se kao posljednji i najmlađi član. Rođen je 1951. godine u Velikoj Britaniji. Od djetinjstva bavio se sviranjem klavijatura. Krajem šezdesetih godina počeo je svirati bas gitaru kao član sastava Queen. Njegova kvaliteta i virtuoznost najviše se očituje u već spomenutim pjesmama ali i nezaboravnim Queenovim pjesmama prožetim bas-gitarom kao što su "Under Pressure", "You're My Best Friend", "These Are The Days Of Our Lives", "A Kind of Magic"...
Sudjelovao je u raznim projektima drugih izvođača, no možda su najpoznatiji oni iz kojih se također razvilo i veliko prijateljstvo kao s naprimjer Eltonom Johnom, na albumu Leather Jacket. Zadnji nastup sa sastavom Queen održao je prije više od dvadeset godina u Parizu gdje je Queen nastupio kao grupa iznenađenja Eltonu Johnu, a tada odlazi u zasluženu mirovinu i odbija sudjelovati u novim Queenovim projektima kao što su oni s Paulom Rodgersom.
John je također poznat i kao najšutljiviji član sastava Queen koji je smatrao da je njegov glas ružan te je prilikom javnih nastupa njegov mikrofon bio isključen.To mu je često bio i izgovor zašto ne može napraviti solo album;zato što ne može pjevati.
Nedavno se pojavio video gdje je tijekom 80-tih za vrijeme izvođenja pjesme "Radio Ga Ga" njegov mikrofon bio uključen i pojačan previše.Video je lako dostupan i fanovi Queena uživaju u njemu otkako je objavljen na internetu.
Osim što je Deacon bio šutljiv, fanovi ga znaju i kao člana benda koji je volio izvoditi disco pokrete i plesati na pozornici.
Nakon što je Freddie umro, izjavio je da za njega više nema smisla baviti se glazbom i odlučio se umiroviti na kratko vrijeme. Vratio se za "Freddie Mercury Tribute Concert". Snimio je par pjesama s Rogerom i Brianom te 1997. odlučuje da je vrijeme za umirovljenje.
Slobodno možemo reći da je Deacon bio (i ostao) najtajnovitiji i najmirniji član benda. Oženio se 18.siječnja 1975. Veronicom Tetzlaff koja se nije često pojavljivala u javnosti. Zajedno imaju šestero djece i žive u skladnom braku, unatoč bračnoj krizi početkom 2000-ih.